# Aurora (creuer)
L'Aurora (rus: Авро́ра; transliterat: Avrora) és un creuer rus, actualment un vaixell museu ancorat a Sant Petersburg. Esdevingué un símbol de la Revolució Comunista a Rússia

## Guerra Russo-Japonesa

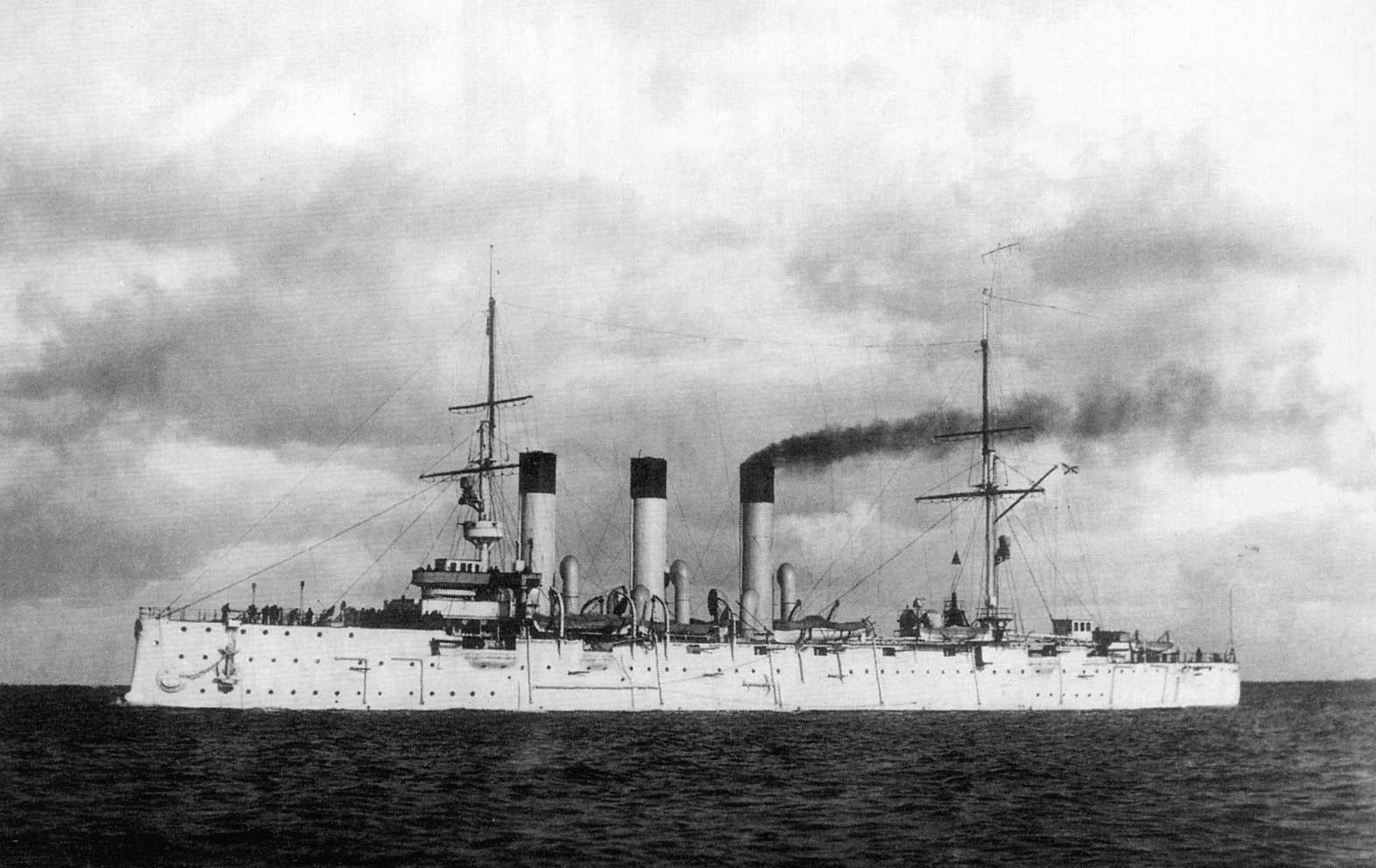
LAurora al 1903

L'Aurora era un dels 3 creuers de classe "Pallada", construïts a Sant Petersburg per servir a l'Extrem Orient (al Pacífic). Tots els vaixells d'aquesta classe que van servir durant la Guerra Russo-Japonesa van ser enfonsats pels japonesos a Port Arthur el 1904; el tercer vaixell d'aquesta classe, el Saigon, va ser internat a Saigon després de la batalla del Mar Groc
L'"Aurora" formava part del 2n Esquadró del Pacífic, format majoritàriament per la Flota del Bàltic russa, que va ser enviada des del mar Bàltic fins al Pacífic sota el comandament del Vice-almirall Rozhestvenski. Durant el trajecte cap a orient, patí danys lleus de foc amic a l'incident del Banc Dogger.
El 27 i 28 de maig de 1905, l'"Aurora" prengué part a la batalla de Tsushima, amb la resta de l'esquadró rus. L'"Aurora" aconseguí evitar ser destruït, a diferència de la majoria dels vaixells russos, i juntament amb 2 altres creuers més es dirigí cap al port neutral de Manila, on va ser internat.
El 1906, l'"Aurora" tornà al Bàltic i esdevingué un vaixell d'entrenament per cadets. Entre 1906 i 1912 el vaixell visità diversos països estrangers.

## Revolució d'Octubre
Durant la Primera Guerra Mundial el vaixell operà al Bàltic. El 1915 se li canvià l'armament a 14 canons de 152mm (6 polzades). A finals de 1916, el vaixell es traslladà a Sant Petersburg (llavors Petrograd) per a reparacions majors. La ciutat anava plena del ferment revolucionari i part de la tripulació s'uní a la Revolució de Febrer de 1917. S'establí un comitè revolucionari al vaixell (Aleksandr Belyshev va ser escollit com a capità), i la major part de la tripulació s'uní als bolxevics, que preparaven la revolució comunista.
El 25 d'octubre de 1917, el rebuig de complir un ordre conforme l'"Aurora" s'havia de fer a la mar feu esclatar la Revolució d'Octubre. A les 21:45, el tret d'una salva del canó de la superestructura inicià l'assalt al Palau d'Hivern, que havia de ser el darrer episodi de la Revolució d'Octubre. La tripulació del vaixell prengué part en l'atac.

## Gran Guerra Patriòtica

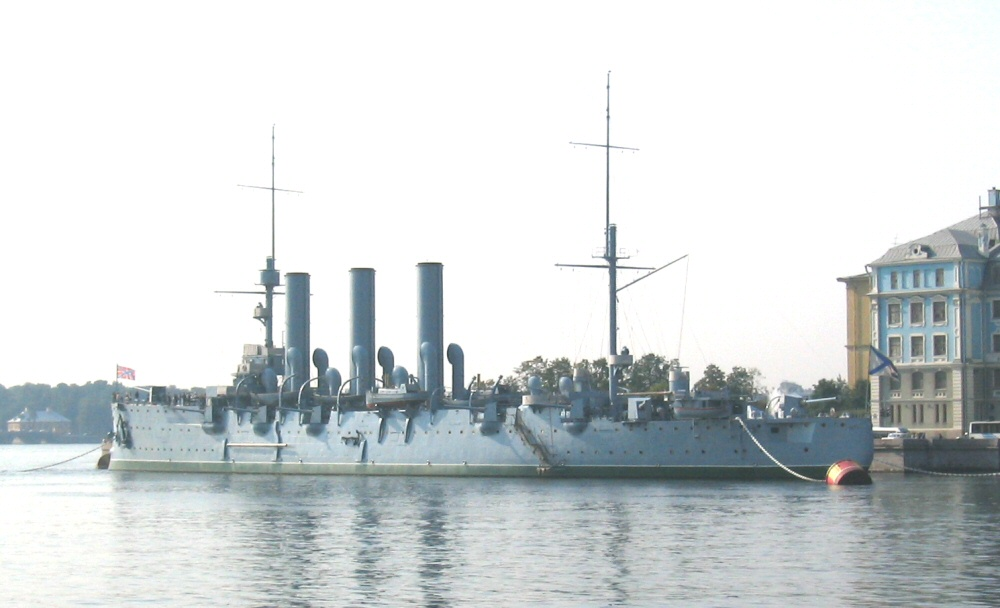
L'Aurora el 2004.

El 1922, l'"Aurora" tornà al servei com a vaixell d'entrenament. Durant la Segona Guerra Mundial se li retiraren els canons i van ser usats per la defensa terrestre de Leningrad. El vaixell va ser portat a Oranienbaum, on va ser repetidament bombardejat. El 30 de setembre de 1941 va ser danyat i enfonsat al port.
Després d'extensives reparacions entre 1945 i 1947, l'"Aurora" va ser ancorat de manera permanent al Neva a Leningrad, com a monument a la Gran Revolució Socialista d'Octubre i el 1957 es transformà en un vaixell-museu. Entre 1984 i 1987 el vaixell va ser reconstruït, inclòs el casc sota l'aigua i nous màstils. Des de 1956 i fins avui, més de 28 milions de persones l'han visitat.
El 2 de novembre de 1927, l'"Aurora" rebé l'Orde de la Bandera Roja pels seus mèrits revolucionaris, i el 22 de febrer de 1968, l'Orde de la Revolució d'Octubre (condecoració on apareix el creuer).